# Sylvilagus obscurus
O Coelho-das-Apalaches (Sylvilagus obscurus) é um leporídeo endêmico dos Apalaches da América do Norte.